# トーマス・パノーン
- トーマス・パノーン
- トーマス・パノン
- トーマス・ぺノン
- トーマス・パノニ
- トーマス・パノニー

トーマス・エドワード・パノーン（Thomas Edward Pannone, 1994年4月28日 - ）は、アメリカ合衆国ロードアイランド州プロビデンス郡クランストン出身のプロ野球選手（投手）。左投左打。MLBのシカゴ・カブス傘下所属。

## 経歴

### プロ入り前
2012年のMLBドラフト33巡目（全体1004位）でシカゴ・カブスから指名されたが、サザン・ネバダ大学へ進学した。

### プロ入りとインディアンス傘下時代
2013年のMLBドラフト9巡目（全体261位）でクリーブランド・インディアンスから指名され、プロ入り。契約後、傘下のルーキー級アリゾナリーグ・インディアンスでプロデビュー。14試合に登板して1勝0敗、防御率9.00、20奪三振を記録した。
2014年もルーキー級アリゾナリーグ・インディアンスでプレーし、11試合（先発7試合）に登板して5勝0敗、防御率3.20、62奪三振を記録した。
2015年はA級レイクカウンティ・キャプテンズでプレーし、27試合（先発20試合）に登板して7勝6敗、防御率4.02、120奪三振を記録した。
2016年はA級レイクカウンティとA+級リンチバーグ・ヒルキャッツでプレーし、2球団合計で25試合（先発24試合）に登板して8勝5敗、防御率2.57、122奪三振を記録した。
2017年はA+級リンチバーグとAA級アクロン・ラバーダックスでプレーした。

### ブルージェイズ時代
2017年7月31日にジョー・スミスとのトレードで、サマド・テイラーと共にトロント・ブルージェイズへ移籍した。移籍後は傘下のAA級ニューハンプシャー・フィッシャーキャッツでプレーし、移籍前を含めた3球団合計で25試合に先発登板して9勝3敗、防御率2.36、149奪三振を記録した。オフの11月20日にルール・ファイブ・ドラフトでの流出を防ぐために40人枠入りした。
2018年3月16日、薬物検査違反で80試合の出場停止となった。6月に処分が明けると、マイナーではA+級ダニーデン・ブルージェイズ、AA級ニューハンプシャー、AAA級バッファロー・バイソンズの3球団でプレーした。8月9日にメジャー初昇格を果たすと、翌10日のタンパベイ・レイズ戦でメジャーデビュー。この年メジャーでは12試合（先発6試合）に登板して4勝1敗、防御率4.19、29奪三振を記録した。
2020年8月24日にDFAとなり、28日にマイナー契約となった。オフの11月2日にFAとなった。

### エンゼルス傘下時代
2020年11月16日にロサンゼルス・エンゼルスとマイナー契約を結んだ。
2021年は、AAA級ソルトレイク・ビーズで24試合に登板し、5勝11敗、防御率7.07という成績だった。オフの11月7日にFAとなった。

### レッドソックス傘下時代
2022年3月10日にボストン・レッドソックスとマイナー契約を結んだ。

### 第一次起亜時代
2022年6月28日、KBOリーグの起亜タイガースと契約した。14試合に先発登板し、3勝4敗、防御率2.72の成績で、2022年12月5日に自由契約選手として公示された。

### ブルワーズ時代
2022年12月20日にミルウォーキー・ブルワーズとマイナー契約を結び、、2023年6月28日、ブルワーズでメジャーリーグに昇格し、6月30日、2019年以来4年ぶりにメジャーリーグで登板したが1試合のみで翌7月1日にDFAとなった。

### 第二次起亜時代
2023年7月6日、起亜タイガースと契約し復帰、起亜の2024年の保留選手名簿に載るも再契約に至らなかった。

### カブス時代
2023年12月19日、シカゴ・カブスとマイナー契約を結んだ。

## 投球スタイル
フォーシームを主体としており、変化球ではチェンジアップとカーブを使用する。

## 詳細情報

### 年度別投手成績
| 年 度    | 球 団    | 登 板 | 先 発 | 完 投 | 完 封 | 無 四 球 | 勝 利 | 敗 戦 | セ 丨 ブ | ホ 丨 ル ド | 勝 率 | 打 者 | 投 球 回 | 被 安 打 | 被 本 塁 打 | 与 四 球 | 敬 遠 | 与 死 球 | 奪 三 振 | 暴 投 | ボ 丨 ク | 失 点 | 自 責 点 | 防 御 率 | W H I P |
| -------- | -------- | ----- | ----- | ----- | ----- | -------- | ----- | ----- | -------- | ----------- | ----- | ----- | -------- | -------- | ----------- | -------- | ----- | -------- | -------- | ----- | -------- | ----- | -------- | -------- | ------- |
| 2018     | TOR      | 12    | 6     | 0     | 0     | 0        | 4     | 1     | 0        | 0           | .800  | 181   | 43.0     | 37       | 7           | 15       | 0     | 2        | 29       | 0     | 0        | 20    | 20       | 4.19     | 1.21    |
| 2019     | TOR      | 37    | 7     | 0     | 0     | 0        | 3     | 6     | 0        | 1           | .333  | 325   | 73.0     | 73       | 13          | 31       | 1     | 6        | 69       | 6     | 0        | 51    | 50       | 6.16     | 1.42    |
| MLB：2年 | MLB：2年 | 49    | 13    | 0     | 0     | 0        | 7     | 7     | 0        | 0           | .500  | 506   | 116.0    | 110      | 20          | 46       | 1     | 8        | 98       | 6     | 0        | 71    | 70       | 5.43     | 1.34    |

- 2020年度シーズン終了時

### 年度別守備成績
| 年 度 | 球 団 | 投手（P） | 投手（P） | 投手（P） | 投手（P） | 投手（P） | 投手（P） |
| 年 度 | 球 団 | 試 合     | 刺 殺     | 補 殺     | 失 策     | 併 殺     | 守 備 率  |
| ----- | ----- | --------- | --------- | --------- | --------- | --------- | --------- |
| 2018  | TOR   | 12        | 1         | 6         | 0         | 0         | 1.000     |
| 2019  | TOR   | 37        | 2         | 3         | 0         | 1         | 1.000     |
| MLB   | MLB   | 49        | 3         | 9         | 0         | 1         | 1.000     |

- 2020年度シーズン終了時

### 背番号
- 45（2018年 - 2019年、2022年、2023年）